# Capilla de Sancti Spiritus (Roncesvalles)
La capilla de Sancti Spiritus en Roncesvalles (Navarra, España), también conocida como Silo de Carlomagno por suponerse que su origen se debe al enterramiento de combatientes francos caídos en el 778, lo que no es inverosímil, se remonta al siglo XII, por lo que está considerada la edificación más antigua de Roncesvalles.
En 2015, en la aprobación por la Unesco de la ampliación del Camino de Santiago en España a «Caminos de Santiago de Compostela: Camino francés y Caminos del Norte de España», España envió como documentación un «Inventario Retrospectivo - Elementos Asociados» (Retrospective Inventory - Associated Components) en el que en el n.º 151 figura la Capilla del Espíritu Santo.

## Descripción
El Sancti Spiritus  «tiene una bella cúpula en pirámide que lleva en lo alto una hermosa cruz», anotó el peregrino Doménico Laffi en 1670. La estructura tenía que ser parecida a la actual. La techumbre es a cuatro aguas y se cubre con lajas calizas escamadas, que le confieren un recio aspecto. Es la más reciente innovación; antaño tuvo tejas simplemente. Los cambios en Roncesvalles no dejaron de producirse nunca, muchas veces dando muestras de claros desaciertos. Otra cubierta menor por encima coincide con las proporciones originales de la capilla. Acaba en una pequeña cruz florenzada sobre base cónica truncada. La capilla se asienta, pues, sobre el pozo que servía de osario, reforzado con muros de mampostería y bóveda de medio cañón del mismo material. La capilla es de planta cuadrada y bóveda sencilla de crucería simple. Este espacio está más elevado que el suelo, y es aquí donde se construyó a comienzos del siglo XVII un claustrillo con arcada de piedra en tres de sus lados y muro. Los arcos son de medio punto y descansan en pilares cuadrados con imposta superior.
El Sancti Spiritus hay que considerarlo templo funerario, pero no fue lugar de enterramiento perpetuo en el medievo. Era el recinto en que se oficiaban misas por los peregrinos fallecidos en el hospital que, enterrados en otro lugar, una vez transcurrido un tiempo sus restos eran depositados en el osario bajo la capilla exenta. Desde hace tiempo son enterrados en el claustro canónigos y beneficiados de la colegiata; sus nombres figuran en una lista enmarcada en el muro posterior.